# Fritz Tachauer
Fritz Tachauer (* 20. April 1889 in Berlin; † entweder 29. Oktober 1942 im Ghetto Riga, Sowjetunion, oder Ende 1942 KZ Auschwitz-Birkenau) war ein deutscher Schauspieler, Kabarettist, Regisseur und Autor.

## Leben
Tachauer begann seine Bühnenlaufbahn 20-jährig am Stadttheater von Altona (heute Teil der Hansestadt Hamburg). Weitere Bühnenstationen waren Düsseldorf, Dortmund, Ratibor in Oberschlesien und Königsberg. Gelegentlich versuchte er sich auch als Regisseur. Ab 1920 wirkte er als Kabarettist in Berlin und wohl auch in Ostpreußen. Über diese Zeit, bis zum Ende der Weimarer Republik, sind nur wenige Zeugnisse zu finden. So trat er wohl 1925 in der Rundfunksendung „Heiteres Wochenende“ auf. Auch veröffentlichte er in dieser Zeit den Gedichtband Meine Erstgeborenen.
Nach dem Januar 1933 wurde Fritz Tachauer, der exakt am selben Tag wie der jetzt an die Macht gekommene Adolf Hitler geboren wurde, als jüdischer Künstler von den Nationalsozialisten kaltgestellt. Die einzige Möglichkeit aufzutreten, bot der Jüdische Kulturbund, dem er bis zu dessen Auflösung im September 1941 angehörte. Tachauer spielte, als Partner von Max Ehrlich, in dessen Revuen Kunterbund (1935), Bitte einsteigen (1937) sowie Gemischtes Kompott (1938) und stieß bei den nationalsozialistischen Behörden wegen seiner Conferencen auf, bei „denen nicht genau zu unterscheiden ist, ob sie geschmacklos oder dreist“ seien, so ein entsprechender Aktenvermerk. Als Schauspieler trat er im August 1939 in Carlo Goldonis Mirandolina an der Seite von Jenny Schaffer-Bernstein, Martin Brandt und Georg John in einer Inszenierung von Ben Spanier sowie 1940/41 in weiteren Theaterstücken auf. Auch in der letzten Kulturbund-Aufführung, Ferenc Molnárs Komödie Spiel im Schloß, wirkte der Künstler mit.
Die genauen Todesumstände Tachauers sind nicht bekannt. Nach Informationen des Publizisten Kay Weniger wurde Fritz Tachauer am 26. Oktober 1942 von Berlin in das Ghetto von Riga verschleppt und dort drei Tage später ermordet. Eine andere Quelle nenne das KZ Auschwitz als Deportationsziel.